# Oude Schipbeek

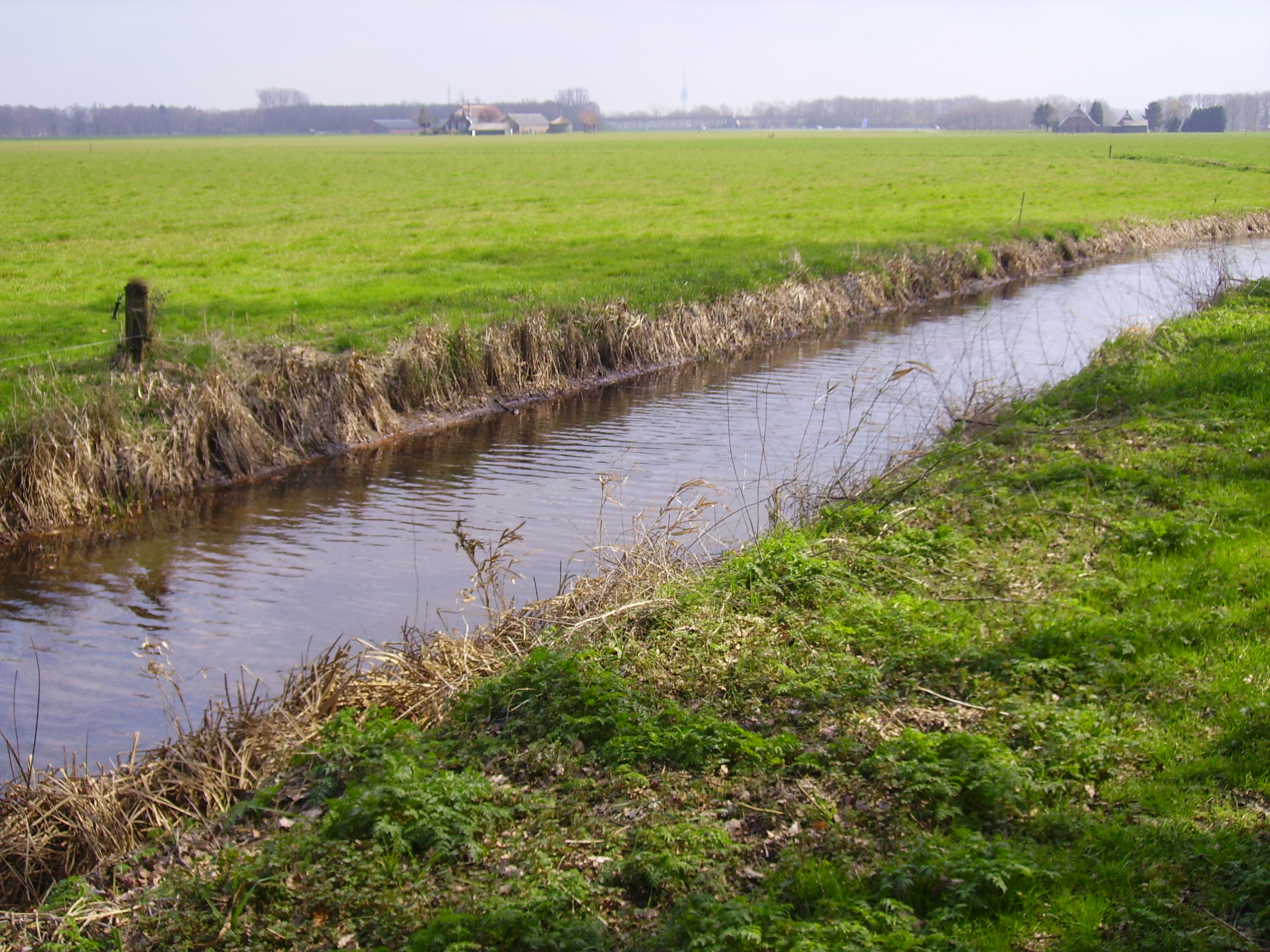
De Oude Schipbeek bij Loo-Bathmen

De Oude Schipbeek ligt in Overijssel tussen Holten en Bathmen. Het is een oude loop van de Schipbeek. Deze deels gegraven zijstroom van de rivier de IJssel maakte transport over water mogelijk maakte tussen Deventer en Alstätte in Duitsland. 

In 1932 is de 'Nieuwe Schipbeek' gegraven tussen 'de Wippert' en 'Bathmen'. Hiermee werd een grote slinger afgesneden. Vanaf dat moment was de 'Oude Schipbeek' nog slechts een zijarm.
Ook is de 'Oude Schipbeek' nadien gekanaliseerd, voor het laatst in 1963.
In 2008 is een deel van die kanalisatie weer ongedaan gemaakt tussen de 'Oudendijk' en 'Peters Waterleiding'.

## Afbeeldingen

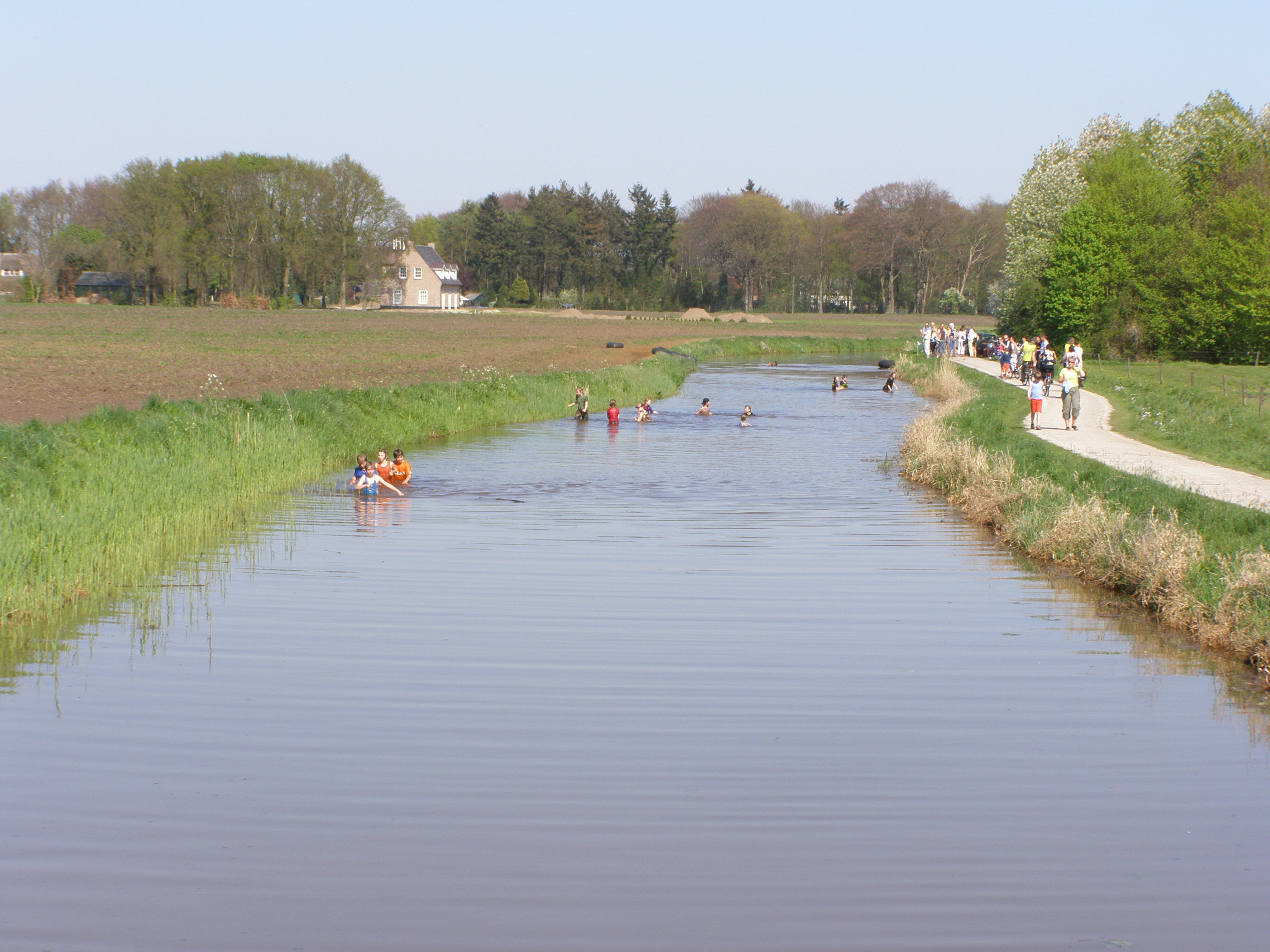
De Oude Schipbeek nabij Bathmen tijdens de Schipbeeksurvival
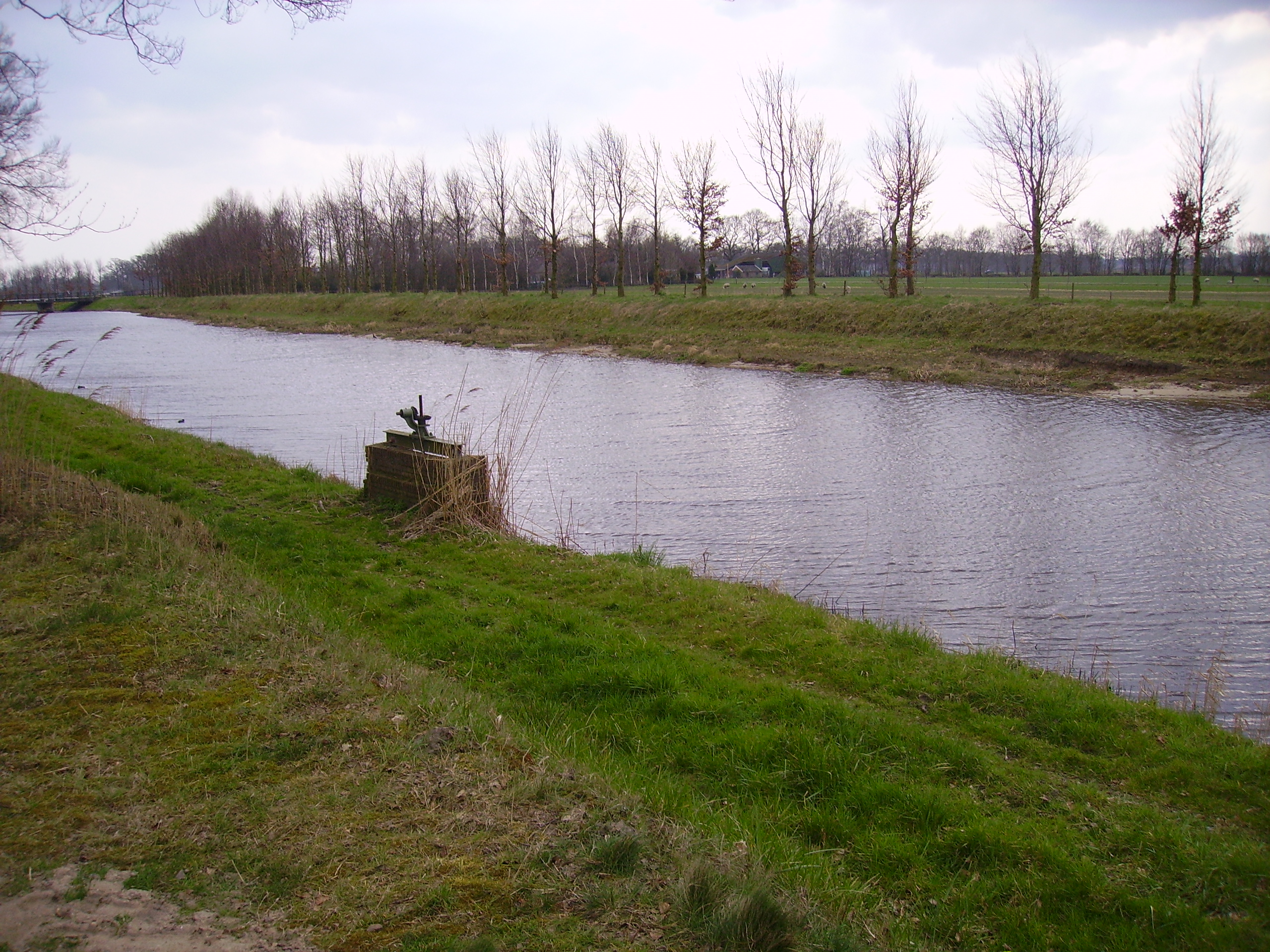
De Schipbeek waar (links) de Oude Schipbeek begint
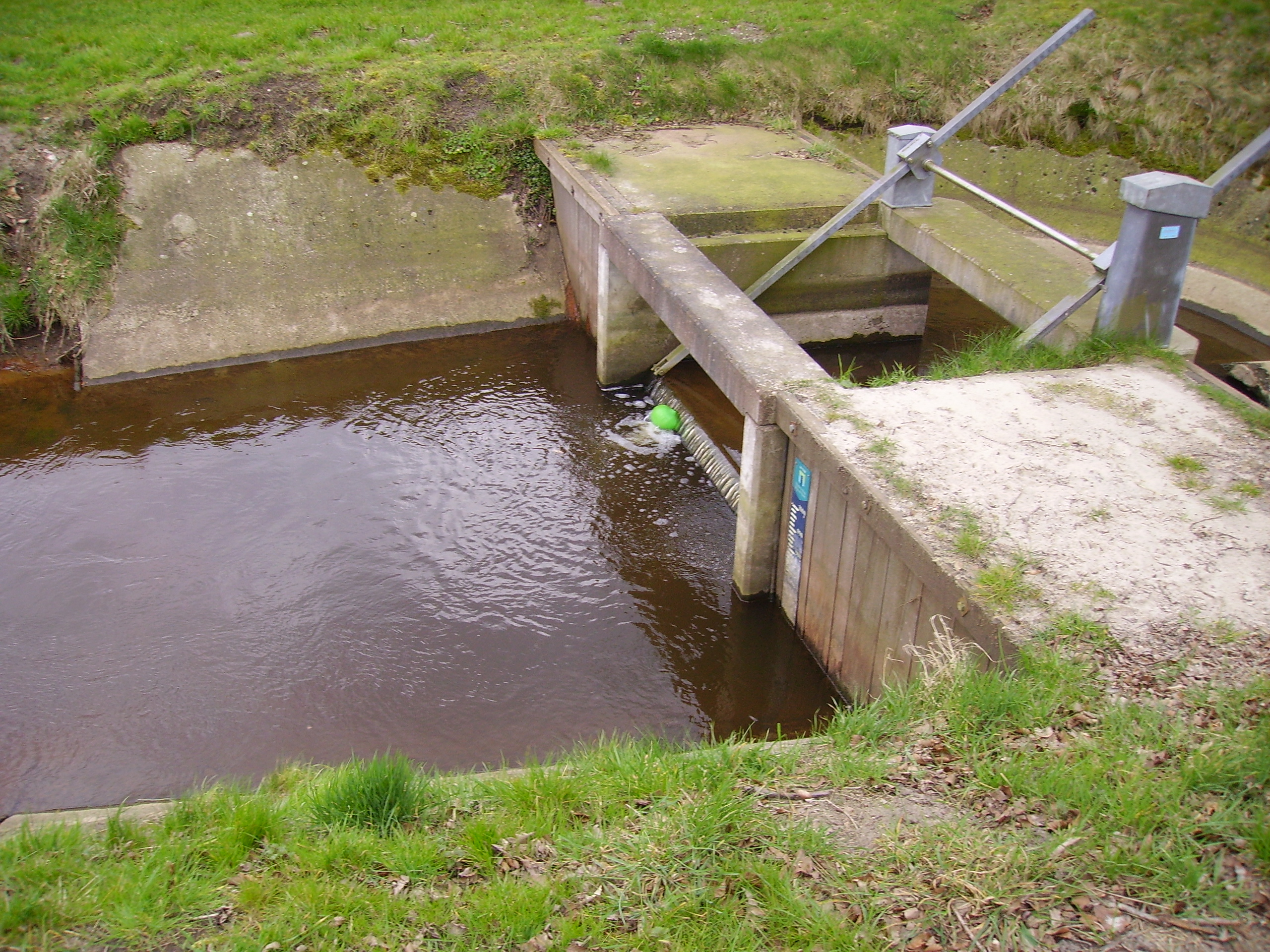
De sluis bij het begin van de beek